# Orizaba
Orizaba és una ciutat de Mèxic pertanyent a l'estat de Veracruz. El municipi té una superfície de 27,9 km².